# Nils Dardel
Nils Elias Kristofer von Dardel, känd som Nils Dardel, född 25 oktober 1888 i Bettna i Södermanland, död 25 maj 1943 i New York, var en svensk målare och tecknare. Hans konstnärskap var del av den europeiska modernismen. Bland hans mest kända målningar finns Den döende dandyn (1918), Exekution (1919), Jon Blund (1927) och Ett hjärta i brand (1930).

## Biografi

### Bakgrund
Dardel studerade vid Konstakademien 1908–1910 och senare i Paris. Han företog även studieresor till Orienten. Dardel förlovade sig där 1917 med Nita Wallenberg, vars far Gustaf Oscar Wallenberg var Sveriges minister på legationen i Japan. Paret hade träffats på den årliga kejserliga körsbärsfesten, Japans nationella högtidsdag. Nita Wallenberg kom att figurera i skilda gestalter på ett dussintal av Dardels mest kända målningar under den period, 1917–1920, då hans konst nådde sin höjdpunkt.
Förlovningen, som varit hemlig, ogiltigförklarades dock 1919 av Nita Wallenbergs familj då Dardel inte ansågs uppfylla kraven för ett ingifte i familjen. Han bedömdes inte vara användbar i koncernen och även ryktet om hans utsvävande nattliv hade nått Nitas far. Risken att Wallenbergsläkten skulle få en snyltare på halsen bedömdes dessutom som hög. Den brutna förlovningen påverkade starkt Dardels måleri och resulterade i flera symbolmättade kompositioner i vilka kvinnofiguren får ge den älskade Nita olika skepnader.

### Konstnärskap
Bland de verk, vilka är inspirerade av Nita Wallenberg märks bland andra Yngling i svart, Flicka i vitt från 1919, Vattenfallet från 1921, där temat är ung omöjlig kärlek, där unga människor balanserar på gränsen till avgrundsdjupet och går tillbaka till konstnärens förälskelse i Nita Wallenberg samt akvarellen Ynglingen och flickan från 1919, där Nita tycks ha tagit formen av en hotande kvinnogestalt.

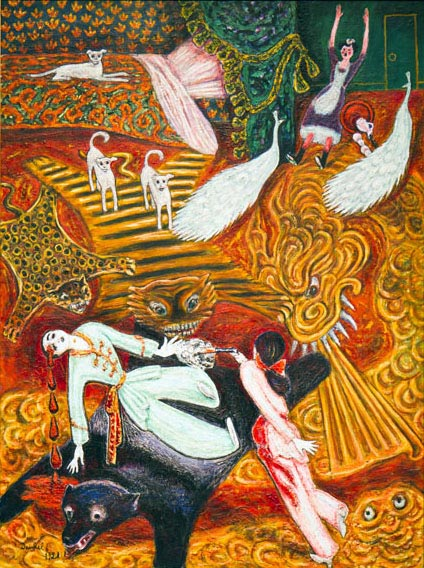
Crime Passionnel 1921, Nils Dardel

I de välkända målningarna Visit hos excentrisk dam och Crime Passionnel har Nita Wallenberg en huvudroll. I den senare träffas konstnären, klädd i grön pyjamas, av en dödande kula från en pistol avlossad av hans älskade Nita, klädd i röd pyjamas. Även Nita Wallenbergs far är huvudfigur i flera av Dardels verk. I den stora oljemålningen Exekution, från 1919, figurerar fadern som en råbarkad bödelstyp, som sparkar en ung man utför ett högt stup.
Nils Dardel, som var bisexuell, hade även en intim relation med konstsamlaren Rolf de Maré, även han porträtterad av Dardel. Dardel var under en mycket produktiv period verksam i Guatemala med målningar av människor och landskap.

### Senare år och död
Dardel kom under andra världskriget till New York via Havanna, där generalkonsuln Stig Lagercrantz hjälpte honom att komma in i USA. Han avled i sömnen på det konstnärshotell där han hade sin tillfälliga bostad i New York. Dardel hade efter en scharlakansfeber 1917 lidit av ett allvarligt hjärtfel.
Nils Dardel är begravd på Ekerö kyrkogård.

## Familj
Nils Dardel tillhörde den adliga ätten von Dardel. Han var son till godsägaren Fritz August von Dardel och Sofia Matilda Norlin. 
Han var gift 1921–1934 med författaren Thora Dardel (1899–1995) med vilken han fick ett barn, Ingrid von Dardel (1922–1962). Hon var också konstnärligt verksam liksom hennes söner Henry Unger (född 1945) och Nils Ekwall (född 1954) från äktenskapen med Gustaf Unger och Lage Ekwall.

## Representation
Bland övriga av Dardels verk och motiv märks porträtt, landskap och exotiska folktyper dessa kan nämnas Svarta Diana och Den döende dandyn vilka båda finns på Moderna Museet, Stockholm,  och John Blund, som finns på Stockholms stadsbibliotek. Han har också gjort linjerena teckningar och blev även en eftersökt societetsmålare, som gjorde ett flertal eleganta beställningsporträtt. 
Nils Dardel finns förutom på Moderna Museet representerad på bland annat Nationalmuseum, Örebro läns museum, Hallwylska museet, Kalmar Konstmuseum, Länsmuseet Gävleborg, Göteborgs konstmuseum, Malmö konstmuseum, Norrköpings konstmuseum, Nasjonalgalleriet, Oslo och Waldemarsudde. År 1988 gav svenska postverket ut en serie om sex frimärken med motiv av Svenska konstnärer i Paris med avbildningar av två av Dardels verk, Självporträtt och Visit hos en excentrisk dam.
Hamburger Kunsthalle förvärvade 1926 oljemålningen Johannisnacht / Midsommarafton, daterad till 1923, med måtten 89 x 130 cm. Det var det enda offentliga verket av Dardel i Tyskland när det beslagtogs av det nazistiska propagandaministeriet som Entartete Kunst i augusti 1937. I ett protokoll från den tiden registrerades målningen som "zerstört" [förstörd], vilket brukade ske efter en värdering.
Den 24 oktober 2012 såldes målningen Vattenfallet på Bukowskis Auktioner för 25 miljoner svenska kronor (inklusive provision), vilket gjorde den till den dyraste svenska modernistiska målningen som någonsin sålts.

## Verk (urval)

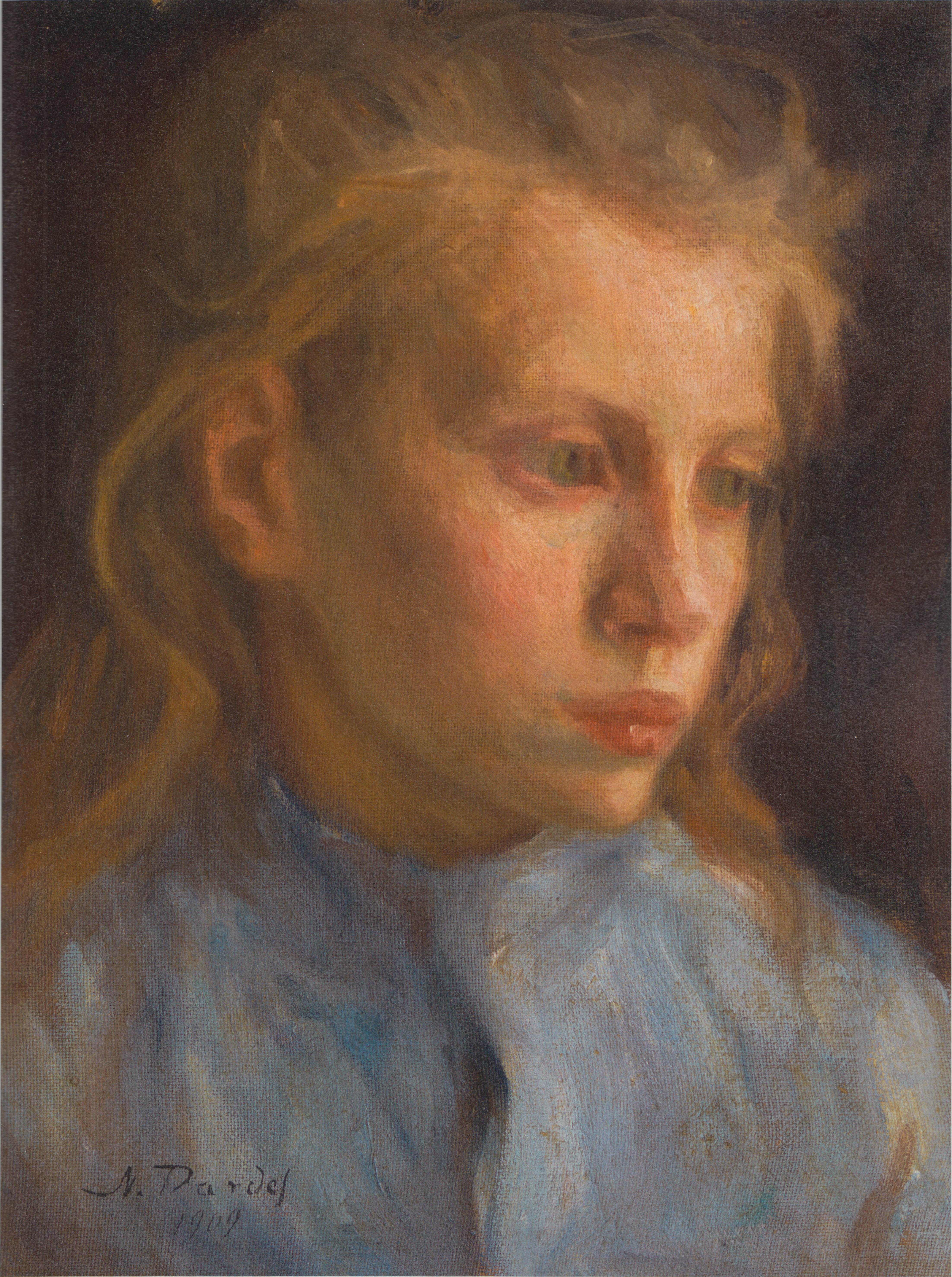
Torparflicka (1909)
Rolf De Maré (1910-tal. Målningen finns på Hallwylska museet)
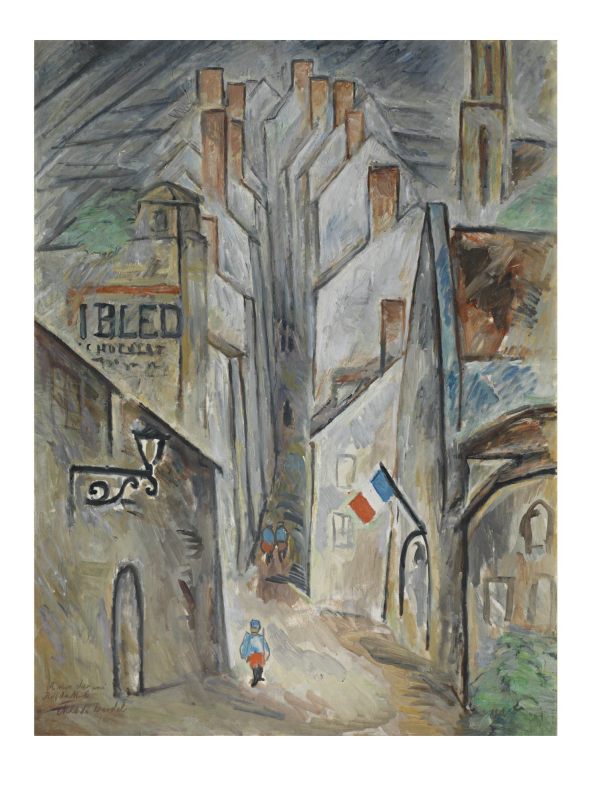
Rue Ville de Paris in Senlis (1912)
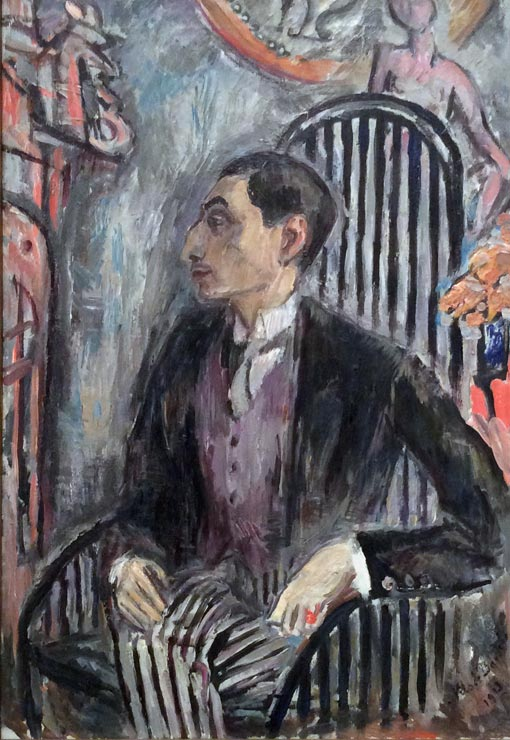
Alfred Flechtheim (1913)
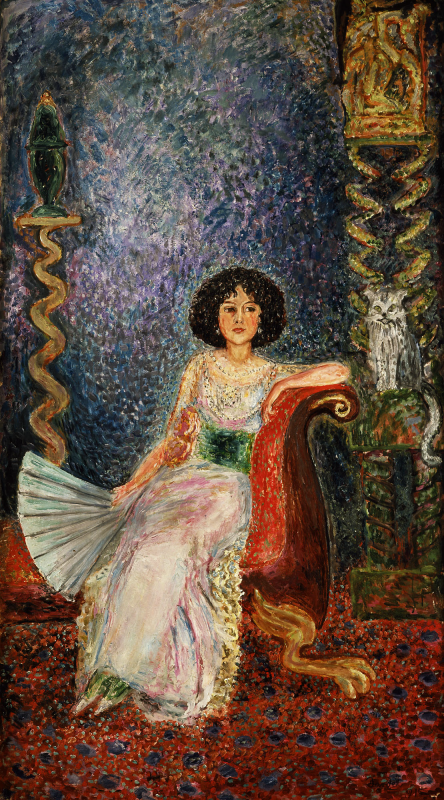
Porträtt av fru Ellen Roosval, f. von Hallwyl (1915)
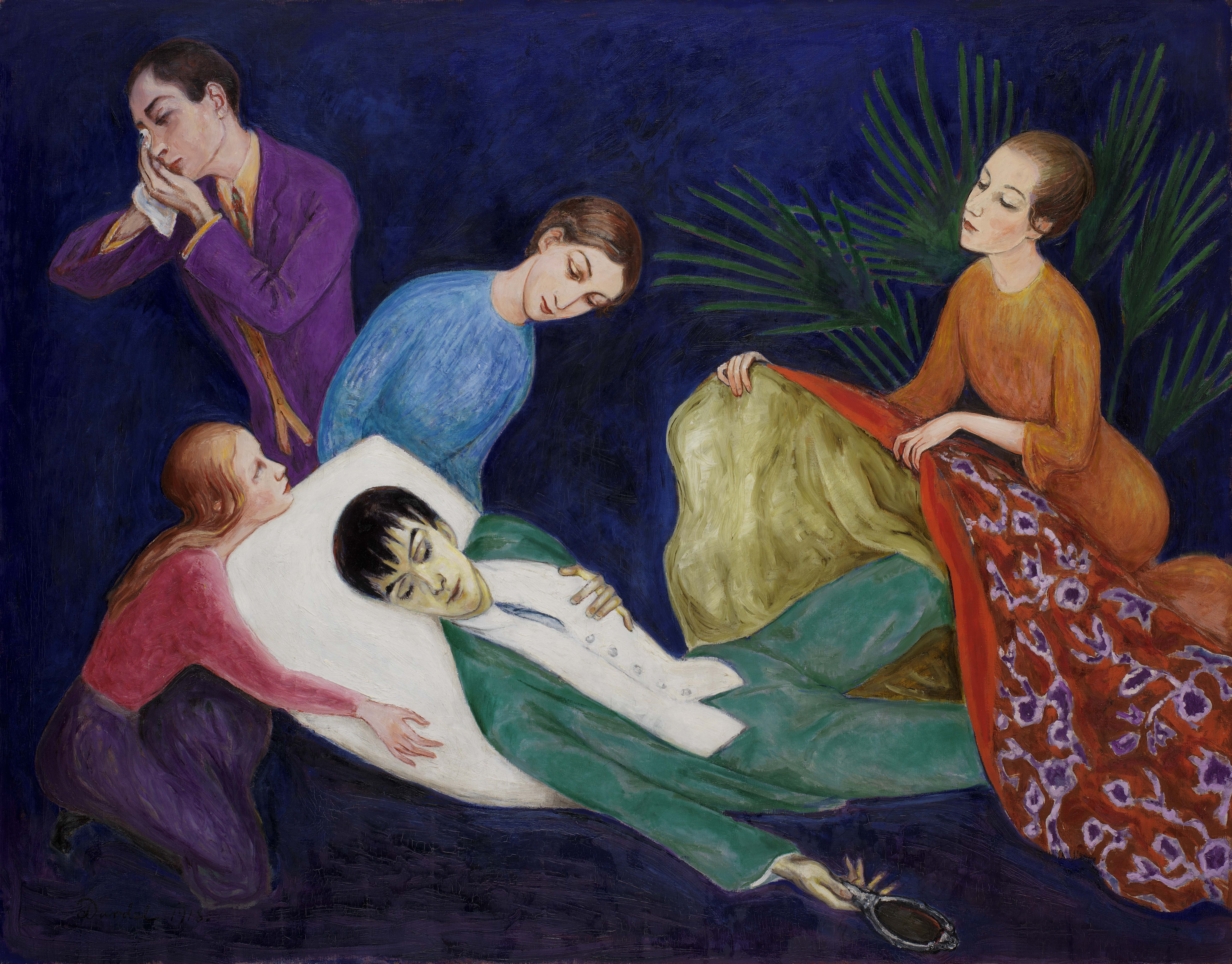
Den döende dandyn (1918)
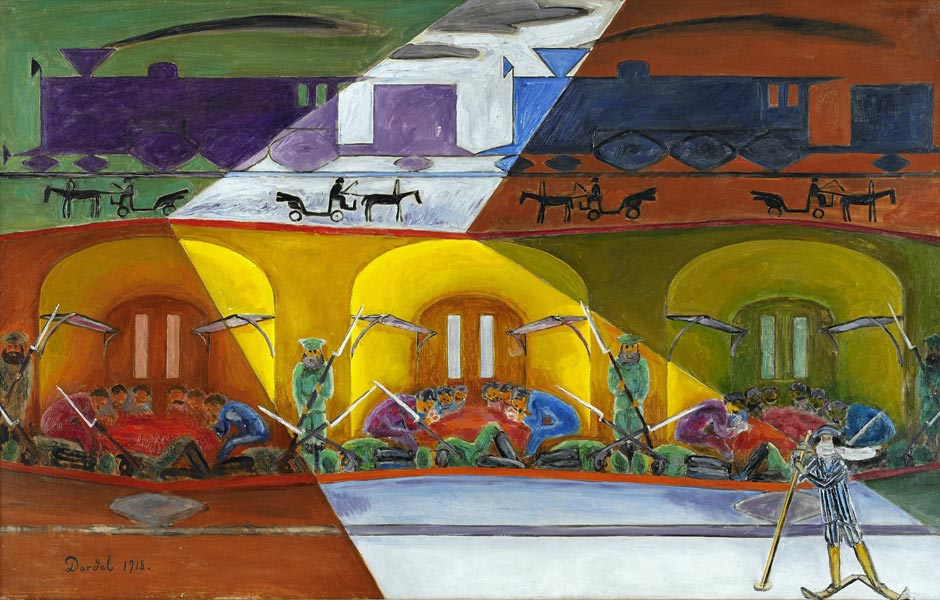
Transsibiriska expressen (1918)
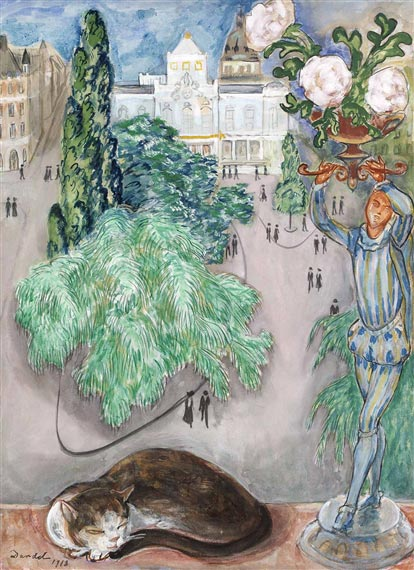
Motiv från konstnärens ateljé, Nybroviken (1918)
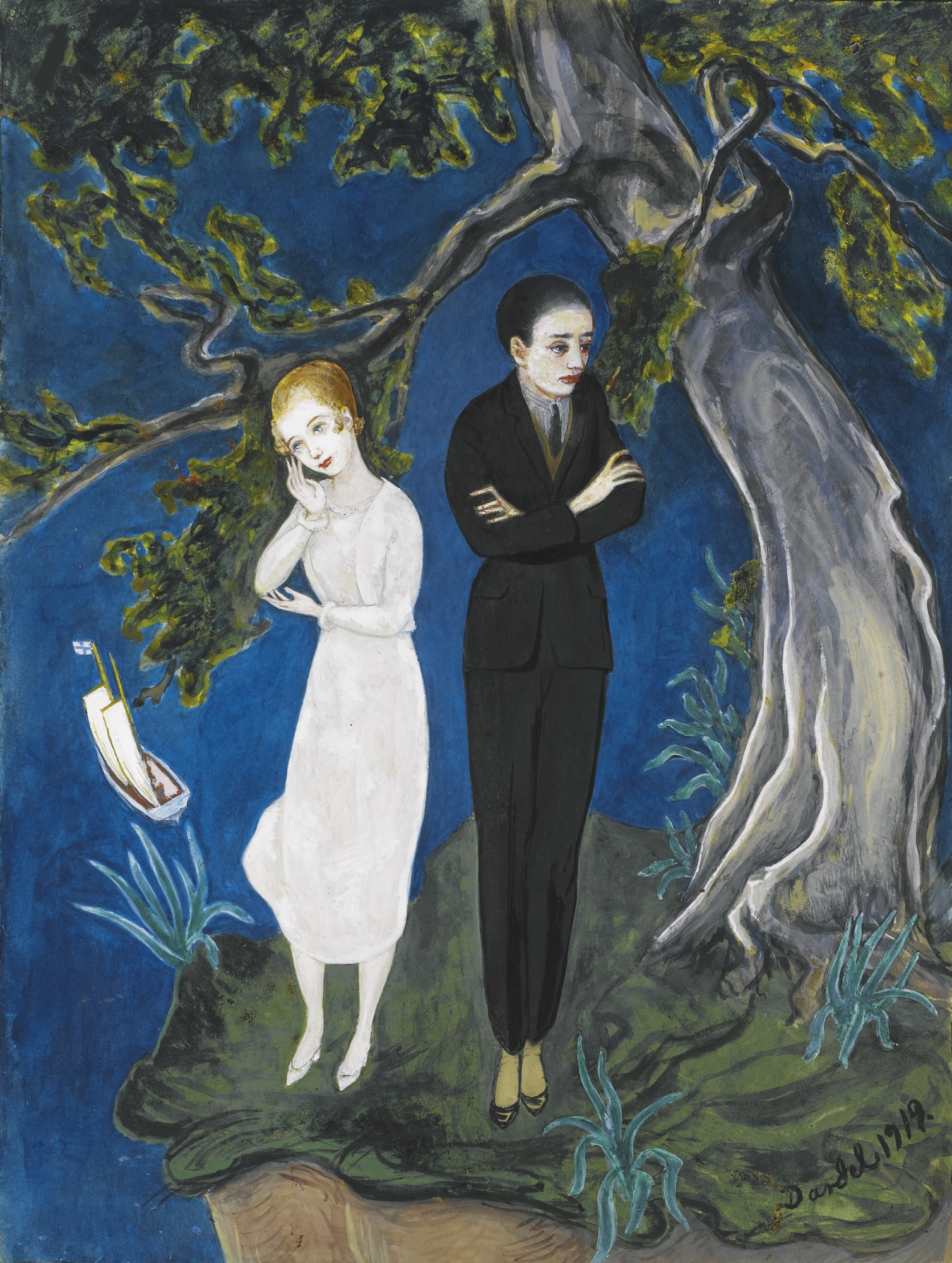
Yngling i svart, flicka i vitt (1919)
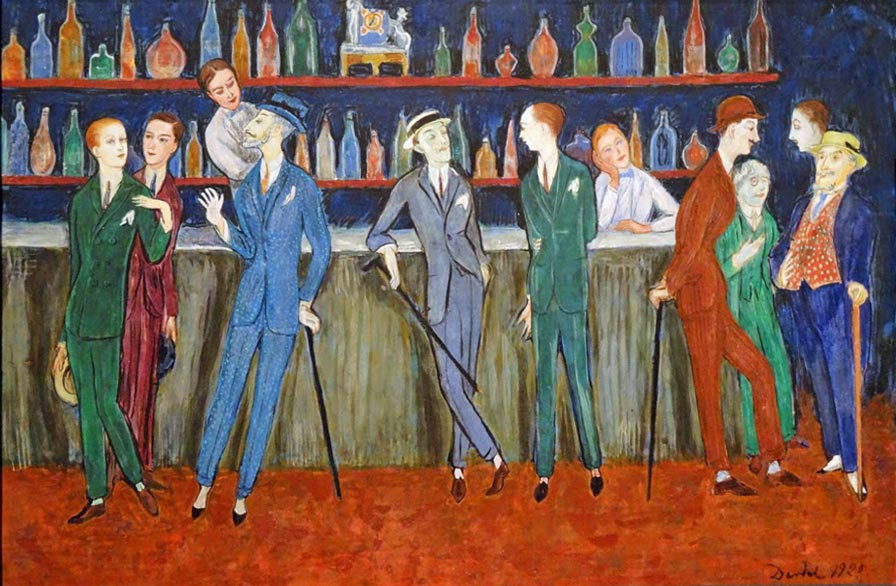
Baren (1920)
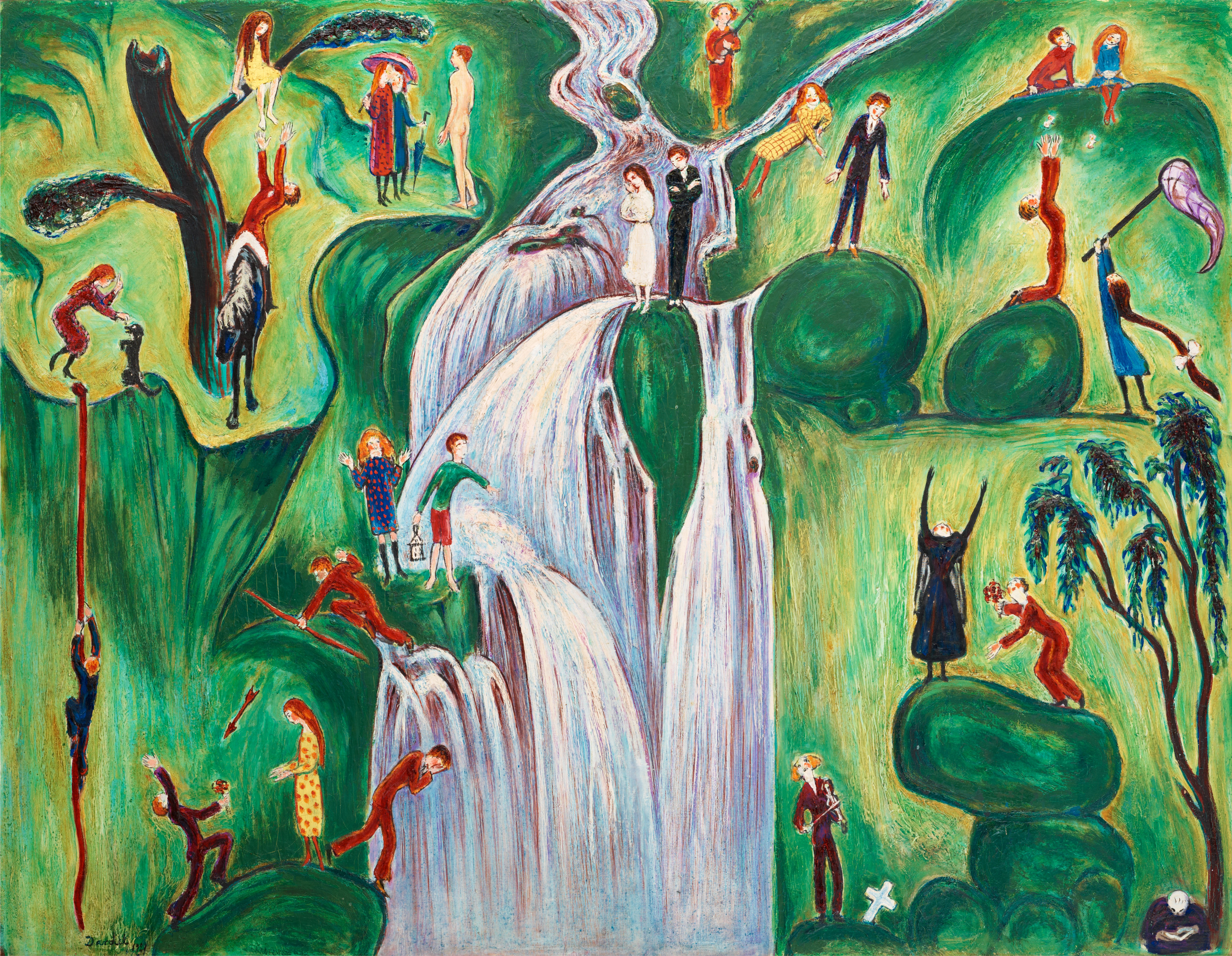
Vattenfallet (1921)
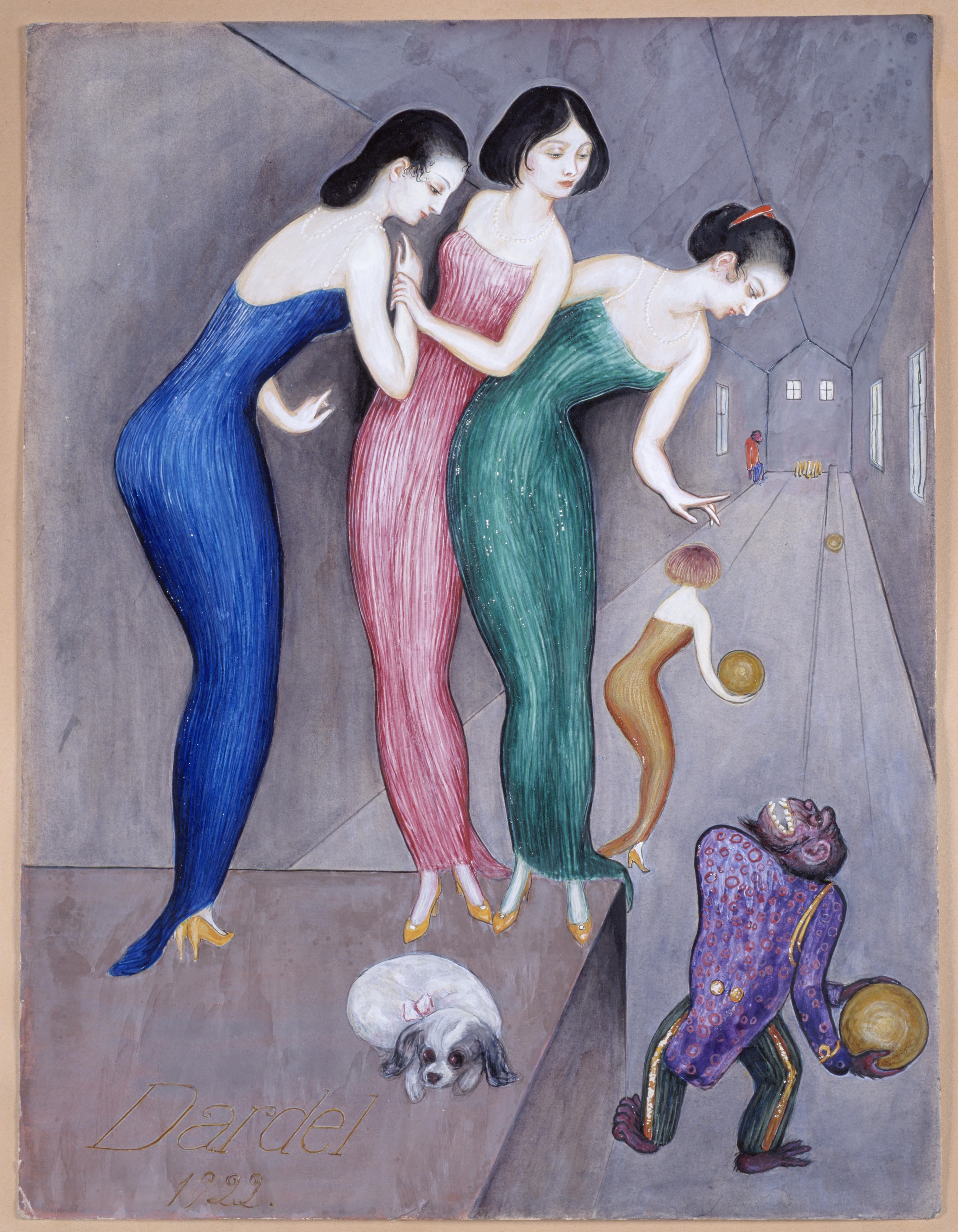
Drömmar och fantasier nr 1 (1922, Hallwylska museet)
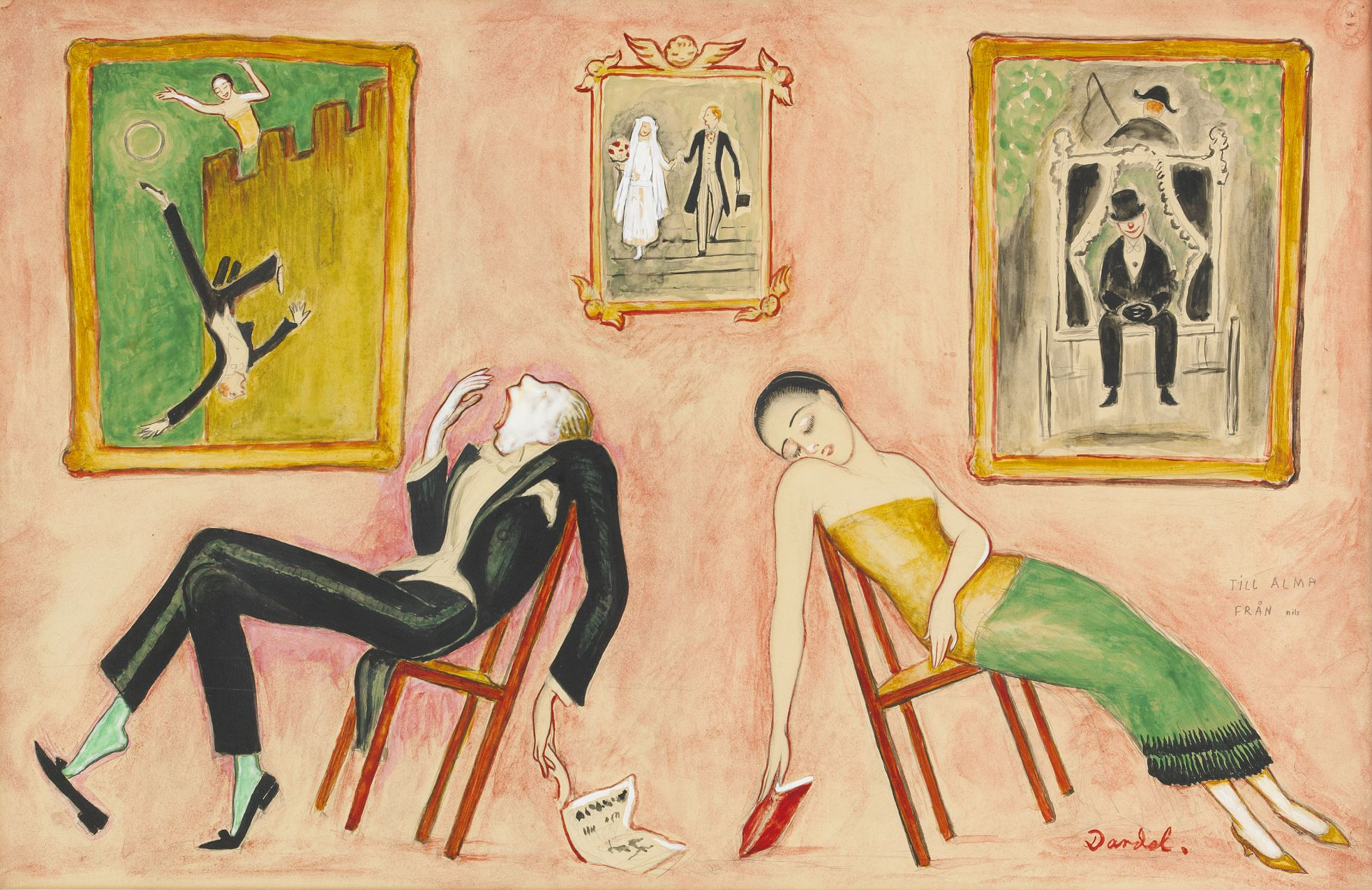
Familjeidyll (1923)
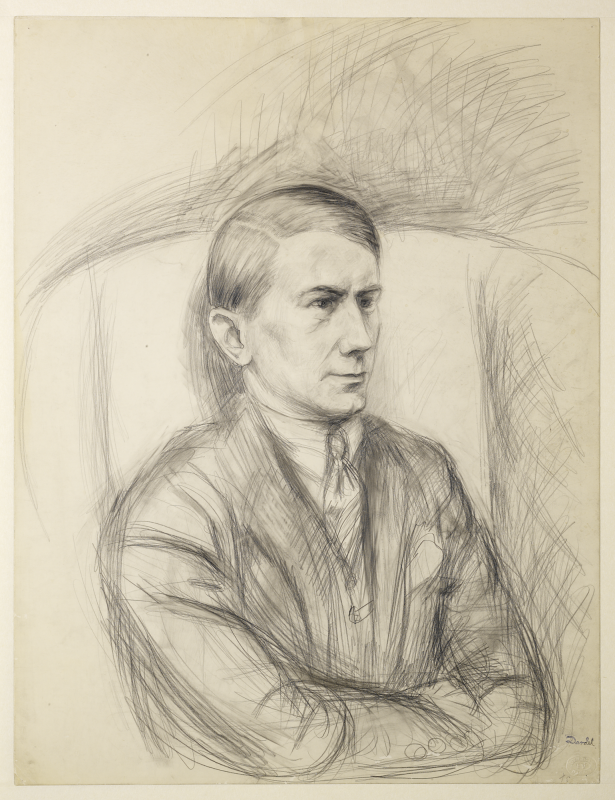
Porträtt av Otte Sköld (u.å.)
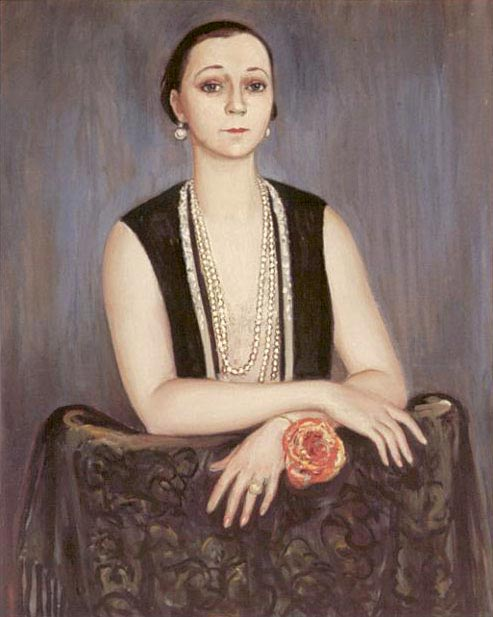
Porträtt föreställande Tollie Zellman (1930)
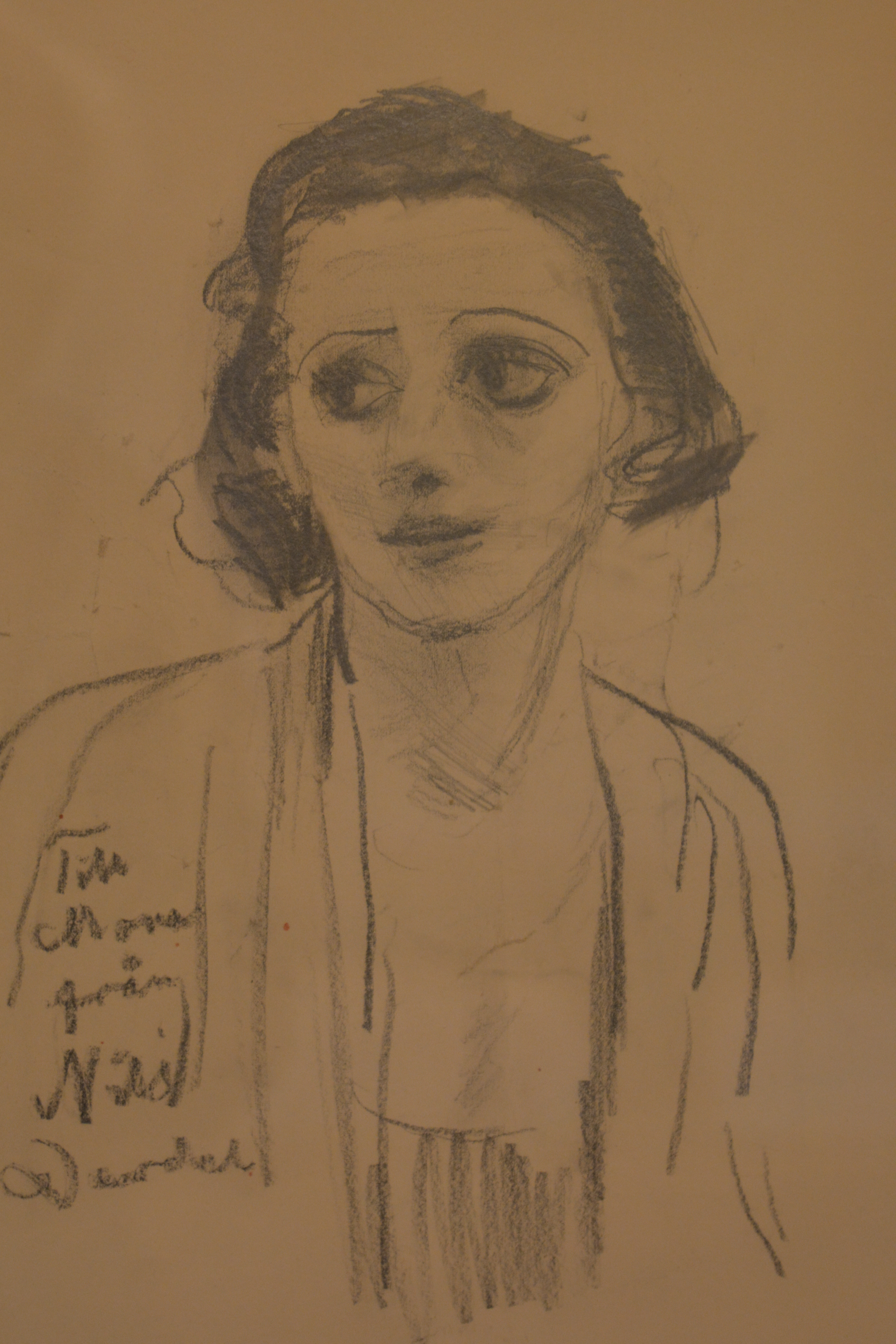
Blyertsteckning föreställande Mona Mårtenson (1930-talet)
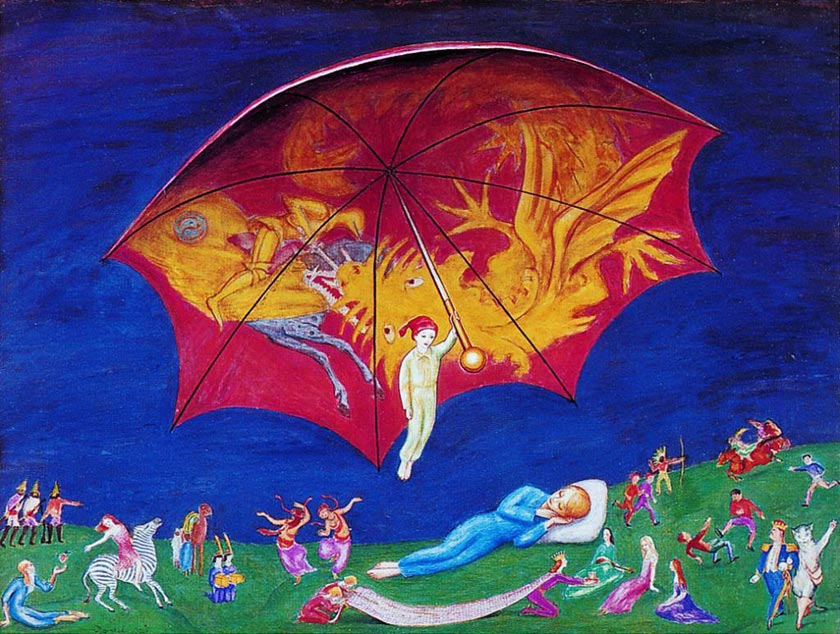
Freskomålning John Blund i Sagorummet i barnavdelningen i Stockholms stadsbibliotek (1927)
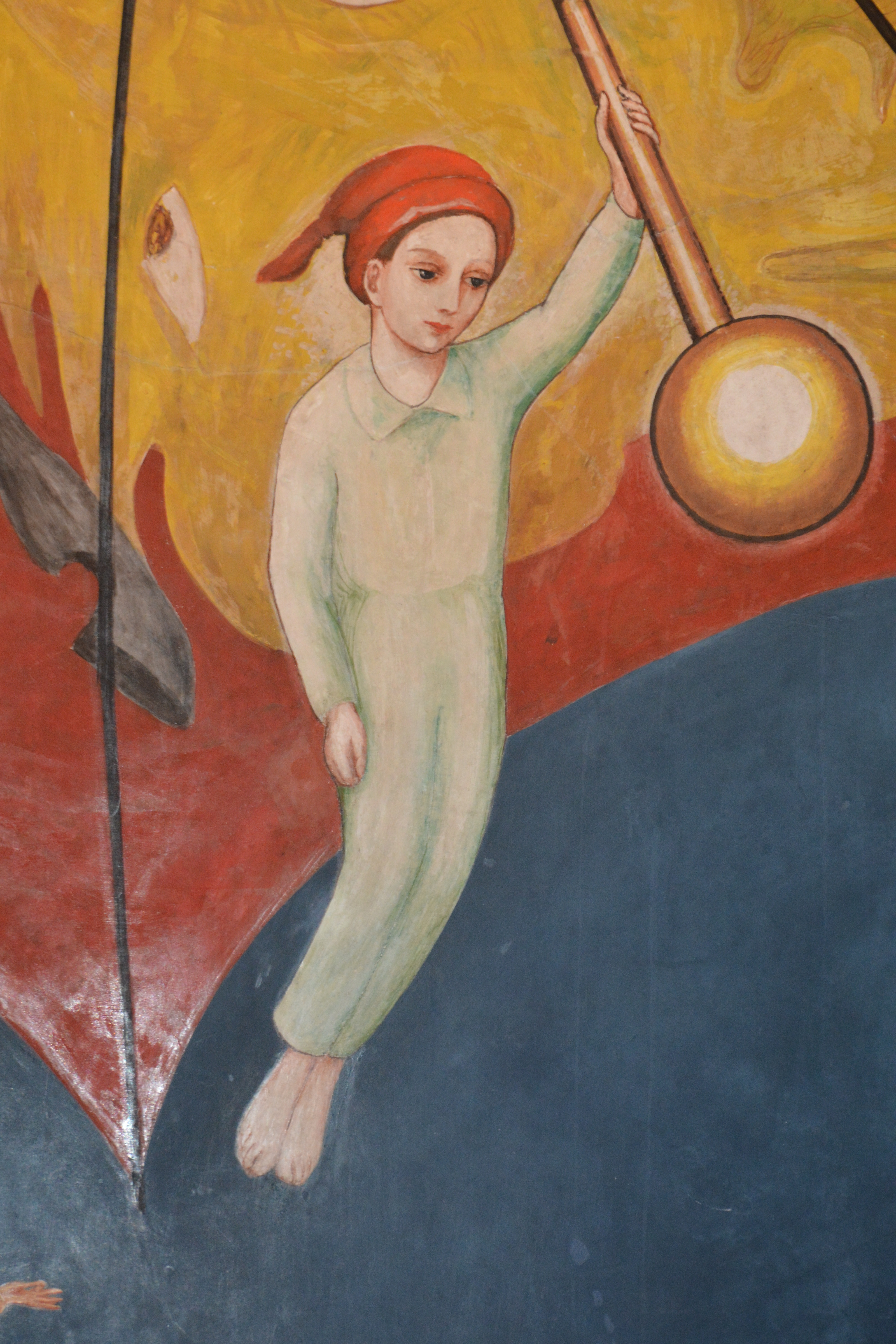
Detalj av freskomålningen John Blund i Sagorummet Stockholms stadsbibliotek, där den sovande pojken påminner om Dardels tidigare verk Den döende dandyn (1927)